# Tonnara Florio

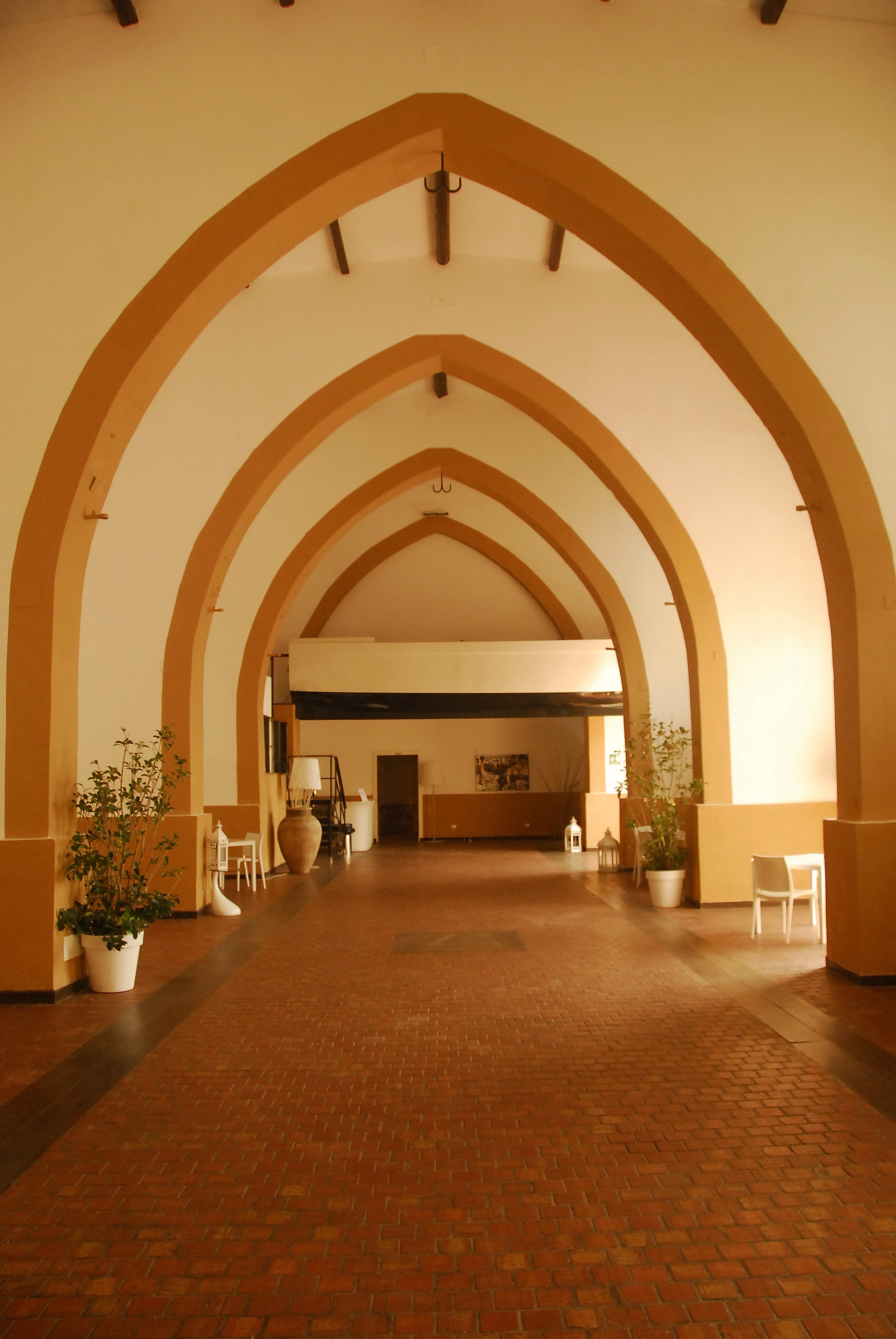
Gli interni della ex tonnara

La Tonnara Florio è una ex tonnara realizzata dai Florio che sorge nel quartiere Arenella, di Palermo. Nel complesso architettonico sorge anche la Palazzina dei Quattro Pizzi dei Florio.

## Storia

### Costruzione
La tonnara venne costruita, si presume, intorno XVII secolo, accanto al porto dell'Arenella. La prima data certa però è il 1830 quando venne acquistata dal Vincenzo Florio, e la tonnara venne quindi completamente ristrutturata sotto la guida dell'architetto Carlo Giachery.
Nel 1852 lo stesso Giachery si occupò di progettare il mulino che veniva utilizzato nel processo industriale della lavorazione del tonno.
Agli inizi del Novecento, essendo quasi scomparsi i tonni nella zona la tonnara, venne abbandonata.
Dal 1980 gli eredi della tonnara le hanno restituito decoro trasformandola in Club Nautico nella parte prospiciente al mare e all'interno è stata adibita un'area dedicata a ristorante, e ad eventi.
Nel mese di giugno 2008 sono iniziati i lavori di restauro della tonnara e la riqualifica delle zone limitrofe.
Attualmente l'ex tonnara, gestita dalla società Zaharaziz, è adibita a ristorante e sala ricevimenti.
Parte della tonnara è adibita a museo.